# História da União Soviética
A história da União Soviética começa com a Revolução de 1917, numa tentativa de implementar o socialismo em larga escala por Vladimir Lenin, até seu colapso em 1991.
A União Soviética é tradicionalmente considerada o sucessor do Império Russo e da sua curta sucessora, o Governo Provisório Russo sob Yevgenyevich Georgy Lvov e depois Alexander Kerensky. O último czar russo, Nicolau II da Rússia, governou até março de 1917, quando o Império foi derrubado e um breve governo provisório russo tomou o poder. Este, por sua vez, foi derrubado em novembro de 1917 por Lenin.
De 1917 a 1922, o estado antecessor da União Soviética era a República Socialista Federativa Soviética Russa, que era um país independente, assim como outras repúblicas soviéticas na época. A URSS foi oficialmente criada em dezembro de 1922 como a união das repúblicas russa (coloquialmente conhecida como Rússia Bolchevique), ucraniana, bielorrussa e transcaucasiana, todas repúblicas soviéticas governadas por partidos bolcheviques.
A União Soviética existiu até 1991, quando todas as repúblicas soviéticas declaram a sua independência com relação ao governo centralizado de Moscou.

## Antecedentes

### Revolução de 1905

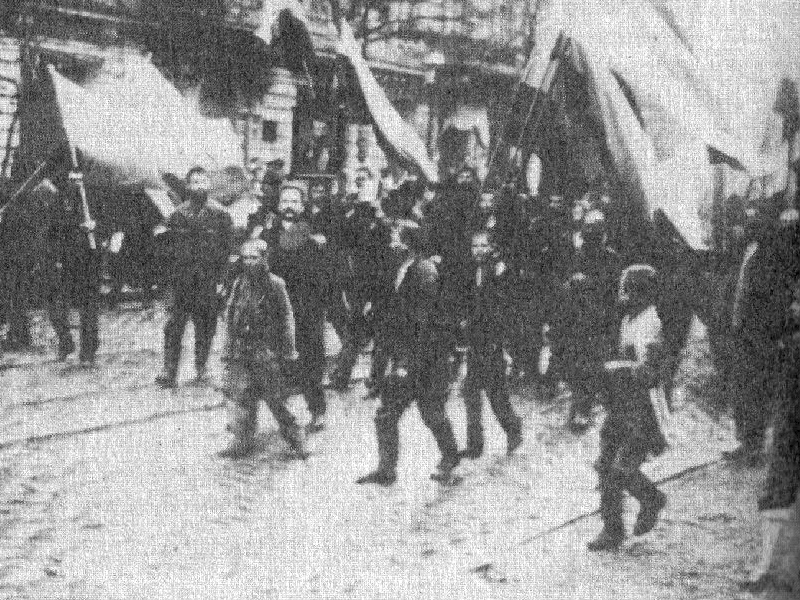
Manifestantes marchando em direção ao Palácio de Inverno.

Apesar do Império Russo, na época, ser um dos impérios mais poderosos do mundo em termos militares, apenas uma pequena parte da população (os nobres) tinham boas condições de vida. Os camponeses eram terrivelmente pobres e trabalhavam de sol-a-sol nos seus terrenos sem poder possuí-los. As sucessivas derrotas em várias guerras e batalhas durante a Primeira Guerra Mundial e o descontentamento geral da população fizeram com que a economia interna começasse a se deteriorar. A instabilidade e a pobreza tiveram como consequência a Revolução Bolchevique. Esta revolução ocorreu em duas datas significativas, 1905 e 1917.
A Revolta de 1905 é considerada como o marco inicial das mudanças sociais que culminaram com a Revolução de 1917. O desempenho desastroso das forças armadas russas na Guerra Russo-japonesa (1904 - 1905) intensificou as contradições internas e precipitou os acontecimentos, sendo essa derrota considerada como causa imediata da Revolução de 1905, cujo estopim foi o episódio conhecido como Domingo Sangrento, no qual manifestantes pacíficos de São Petersburgo foram fuzilados pela Guarda Imperial. Como resposta a este evento, agitações sociais eclodiram no campo e nas cidades russas.
A impopularidade crescente de Nicolau II fez com que este fosse obrigado a convocar a Duma, na época, uma espécie rudimentar de poder legislativo. Estas medidas surtiram escasso efeito, visto que os partidos eram sistematicamente vigiados e a Duma era controlada pela aristocracia e pelo czar, que podia dissolvê-la a qualquer momento. Até 1905, o sistema político da Rússia czarista não possuía partidos políticos, com todo o poder concentrado nas mãos do imperador. Destaca-se que estas mudanças, embora significativas sob o ponto de vista político, não alteravam o quadro social da maior parte da população russa. Nesta ocasião, emergem com força os Sovietes e o Partido Operário Social-Democrata Russo (fundado em 1898), dividido entre Mencheviques (análogo a minoria em Russo - меньшеви́к) e Bolcheviques (análogo a maioria em Russo - большеви́к)
Este quadro político-social foi profundamente alterado pela deflagração da Primeira Guerra Mundial.

### Revolução de 1917
A Revolução de Fevereiro de 1917 caracterizou a primeira fase da Revolução Russa de 1917. A consequência imediata foi a abdicação do Czar Nicolau II. Ela ocorreu como resultado da insatisfação popular com a autocracia czarista e com a participação negativa do país na Primeira Guerra Mundial. Ela levou a transferência de poder do Czar para um regime republicano, surgido da aliança entre liberais e socialistas que pretendiam conduzir reformas políticas.
As mudanças propostas pelos mencheviques (líderes da Revolução de Fevereiro) não modificaram o quadro social, pois o país continuava a sofrer forte perdas em função da participação na Guerra. A insatisfação social, aliada a atuação dos bolcheviques fez eclodir a Revolução de Outubro (Outubro no Calendário Juliano e Novembro no Calendário Gregoriano). O marco desta revolução foi a ocupação do Palácio de Inverno (hoje o Museu do Hermitage) pelos revolucionários. A Revolução de Outubro foi liderada por Vladimir Lenin e se tornou a primeira revolução comunista marxista do século XX.
A retirada da Rússia da Primeira Guerra Mundial, o desejo da volta do poder da então elite russa e o medo de que o ideário comunista propaga-se para a Europa e eventualmente para o mundo, fez eclodir a Guerra Civil Russa, que contou com a participação de diversas nações. O então primeiro-ministro francês, George Clemenceau, criou a expressão Cordão Sanitário, com o intuito de isolar a Rússia bolchevique do restante do mundo. O idealismo dos bolchevique propagado para a população mais pobre foi o fator decisivo para a vitória dos partidários de Lenin.

### Guerra civil
Entre 1918 e 1922, logo após a Revolução Bolchevique, teve início a Guerra Civil na Rússia, entre os revolucionários (exército vermelho) e os contrarrevolucionários anticomunistas (exército branco), que tiveram o auxílio de tropas estrangeiras de intervenção, enviadas pela França, Reino Unido, Japão e Estados Unidos e mais 13 países (ver: Intervenção dos Aliados na Guerra Civil Russa).
Os czaristas pretendiam acabar com o governo bolchevique e evitar que os ideais comunistas da Europa Ocidental se espalhassem. A guerra foi extremamente sangrenta, massacrou ambas as partes por três anos e acabou sendo vencida pelo Exército Vermelho. Os bolcheviques tomaram novamente o poder, organizados pelo Partido Comunista.

## Governo de Lênin
Consolidado o poder revolucionário, o Segundo Congresso dos Sovietes nomeou um governo dos Comissários do Povo, chefiado por Lenin. O problema da paz com a Alemanha levou a primeira reunião de Lenin com a "Oposição de Esquerda", que, confiava na extensão da revolução na Europa, chamado para a conversão das hostilidades com a Alemanha em uma guerra revolucionária. Prevaleceu a posição de Lenin para uma paz imediata, e em 3 de março de 1918, Leon Trotsky assinou o Tratado de Brest-Litovsk. A Rússia perdeu a Finlândia e alguns de seus territórios ocidentais. A estabilização da frente externa permitiu a Trotsky, levar o Exército Vermelho, a combater as tentativas de perturbações contrarrevolucionárias das regiões periféricas, encorajadas pelas potências estrangeiras.
Após a derrota da Alemanha, invadiu os territórios cedidos anteriormente e denunciou o Tratado de Brest-Litovsk, mas os Aliados responderam aumentando o auxílio aos contrarrevolucionários e as tropas tchecas, turcas e britânicas colaboraram com os russos brancos e os cossacos com fins de restauração monárquica.

Perdas territoriais assumidas pela União Soviética pelo Tratado de Brest-Litovsk.

Em 1920, o Governo de Moscou reconheceu a independência da Estônia, Lituânia, Letônia e Finlândia, e teve que ceder uma parte da Bielorrússia e da Ucrânia à Polônia. Dada a impossibilidade de uma derrota militar do regime soviético, os países capitalistas, decidiram criar um "cordão sanitário", que paralisaria a expansão revolucionária. A situação de guerra civil e do desmantelamento da indústria levou a medidas econômicas do "comunismo de guerra" (de nacionalização de empresas e comércio interno e externo), gerando uma queda dramática na produção agrícola. Para recuperar a economia, Lenin tentou corrigir os desequilíbrios e aliviar a agitação camponesa pela NEP (Nova Política Econômica em março 1921), que temporariamente permitiu a manutenção de certas formas econômicas do capitalismo para incentivar a nascente economia soviética. Desta forma, o partido comunista russo e o governo dos sovietes pretendiam reconstruir a economia devastada pela invasão estrangeira e pela resistência das classes proprietárias à perda de seus incomensuráveis privilégios. A NEP, segundo Lenin, consistia num recuo tático caracterizado pelo restabelecimento da livre iniciativa e da pequena propriedade privada, admitindo o apoio de financiamentos estrangeiros.
Após o IV Congresso dos Sovietes em 1918, quando o Partido Social Democrata (bolchevique) aprovou a denominação Partido Comunista da União Soviética (PCUS), os social-revolucionários e os mencheviques foram expulsos de organizações governamentais e instituiu um rígido centralismo na organização do Partido e na administração dos país. Simultaneamente, uma completa autonomia linguística e cultural foi concedida a diversas regiões.
Mas o desaparecimento das diferenças políticas externas não impede a existência de diferentes tendências dentro do partido. Canalizada, inicialmente, por Lenin, se aguçaram no momento de sua sucessão (1924).

## Stalin e Trotsky
A oposição Stalin-Trotsky ia além de um conflito pessoal pelo poder, refletia em duas concepções diferentes do desenvolvimento do socialismo, que foi resolvido em favor de Stalin, com o apoio de Zinoviev e Kamenev. Marginalizado Trotsky (janeiro de 1925) a construção do "socialismo em um só país", liderado por Stalin exigia a eliminação de adversários da esquerda e da direita, e à existência no Komintern de uma estratégia internacional que seria compatível com os interesses do movimento comunista na União Soviética. Após ser derrotado em sua posição, Trotsky foi forçado ao exílio no México, para ser morto em 1940 por Ramón Mercader, um agente hispanosoviético.

## Era Stalin (1924-1953)

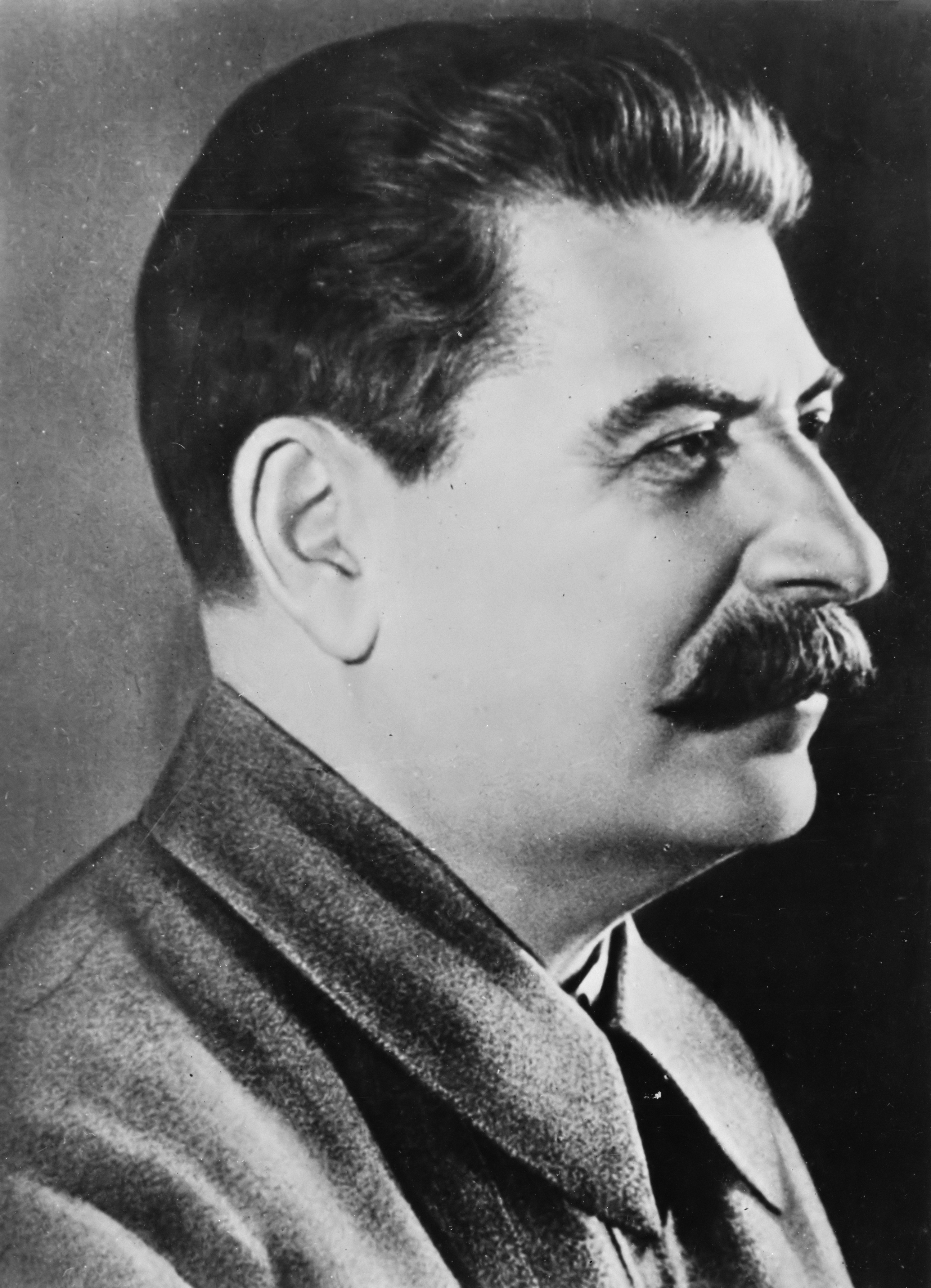
Stalin em 1942.

### Economia Planificada e Expurgos
Em 1928, com a aparente estagnação da NEP, a hostilidade da Polônia e o risco de guerra com a Grã-Bretanha, Stalin estabeleceu a Gosplan (Comitê Estatal de Planejamento), órgão estatal responsável pela gestão da economia socialista para a industrialização acelerada. Em abril de 1929, o Gosplan lançou dois projetos conjuntos que iniciaram o processo de industrialização do Estado. Baseado em planos anteriores de Trotsky, o Gosplan elaborou o primeiro plano quinquenal ou Piatiletka (1928-1932), que introduziu um planejamento rigoroso (economia planificada), que deu prioridade à indústria pesada sobre bens de consumo. O Estado nacionalizou a maioria das empresas, o lançamento de um programa extensivo para conseguir uma rápida industrialização, enquanto na agricultura se produziu uma coletivização forçada da terra. Os planos quinquenais de 1928, que consistiam no planejamento e reestruturação de setores econômicos de cinco em cinco anos. Os dois primeiros planos quinquenais tinham dois objetivos: o incentivo à indústria pesada (de base e equipamentos) e a coletivização da agricultura, na qual a propriedade privada foi substituída por grandes cooperativas.
Entre consequências desse ato contam-se as nacionalizações e a aniquilação física da classe burguesa que a NEP havia recriado, com recurso aos Gulags (campos de trabalho na Sibéria). A geração de eletricidade subiu de 6 para 40 bilhões de KWh, a produção de carvão passou de 30 para 133 milhões de toneladas, a de petróleo, de 11 para 32 milhões. Em 1913, 8 milhões pessoas estudavam em escolas de todos os níveis, em 1938 o número de estudantes passou a 31,5 milhões.
O país deixou de ser uma economia agrária para uma sociedade industrializada, em um tempo relativamente curto, mas houve dificuldades econômicas. A coletivização foi altamente rejeitada pelos kulaks, em especial os ucranianos, que têm uma tradição histórica de oposição ao domínio moscovita, isto é, russo, e empenharam-se em não obedecer às diretrizes de Stalin, pois o Estado apropriou de suas colheitas, entre os anos de 1931 e 1933, durante o processo de “coletivização forçada”, as propriedades dos camponeses passaram a ser controladas pelo Estado soviético, que se impôs como principal administrador. A população ucraniana, no entanto, resistiu a esse processo. assim resultou em um genocídio conhecido como "Holodomor", que quer dizer “morte por fome", a fim de evitar que os agricultores retivessem ilegalmente, já que, praticamente tudo o que era produzido passou a ser propriedade do governo. Esse conflito, que resultou em uma repressão sistemática do Estado ("deskulakização"), no qual se estima que morreram vários milhões de kulaks, tanto em enfrentamentos armados como em campos de concentração. Apesar da forte oposição, em 1936 cerca de 90% da agricultura estava coletivizada, levando a um declínio catastrófico na produtividade do gado, que não recuperou o nível de NEP até 1940.

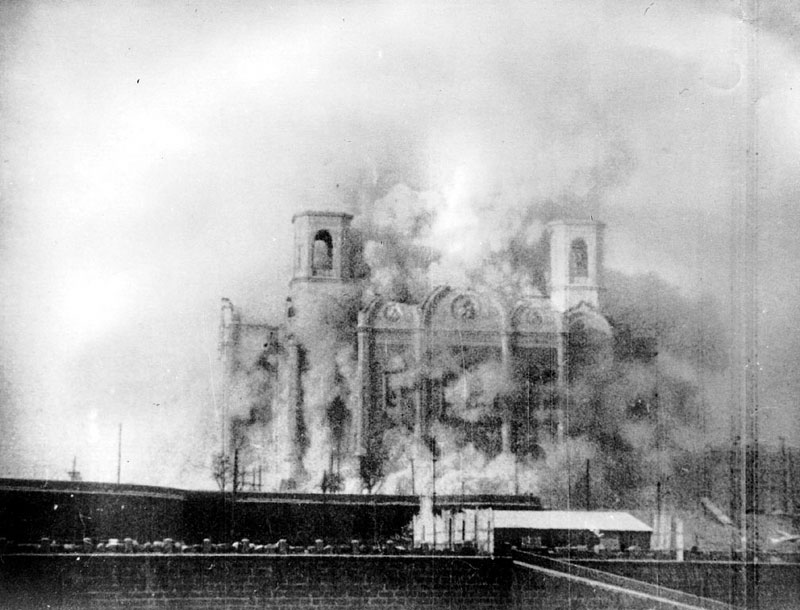
Demolição da Catedral de Cristo Salvador de Moscou em 1931 (ver: Perseguição aos Cristãos na União Soviética e Religião na União Soviética). As igrejas foram posteriormente reabertas no governo Stalinista

Para atingir os objetivos propostos, os trabalhadores eram submetidos a jornadas de 16 a 18 horas por dia (sob a ameaça de processo por traição), em condições deploráveis. Estima-se que cerca de 127 000 pessoas morreram entre 1928 e 1932. A produção de ferro fundido, necessária para o desenvolvimento da infra-estrutura industrial não existente, subiu 3,3 a 10 milhões de toneladas anuais. O carvão subiu com sucesso de 35,4 a 75 milhões de toneladas, a produção de ferro aumentou de 5,7 para 19 milhões de toneladas. Baseado em grande parte nesses números, o Plano quinquenal havia sido cumprido em 93,7%, enquanto as partes envolvidas na indústria pesada foram cumpridas em 108%. Stalin declarou que o plano um sucesso para o Comitê Central (dezembro de 1932). Porém, a partir de 1936 e 1937, o poder dos trabalhadores dentro das fábricas aumentou, fazendo com que muitos dirigentes de fábricas não conseguissem impor as cotas de produção de modo autoritário, já que houve um grande aumento da politização dos operários, que criavam manifestos e denunciavam seus "chefes" ao partido.
A emulação socialista que acompanhou o desempenho econômico não ocorreu sem um "culto à personalidade" de Stalin - cujos excessos foram denunciados mais tarde - e uma violência brutal contra qualquer oposição aos planos do regime. Assim, ocorreu uma sistemática campanha de prisões e execuções, promovidas por Stalin, levada a cabo no inverno de 1936 e 1937, como também delações, conspirações e acusações, essa campanha tornou-se singular porque era direcionada, especialmente, a membros da burocracia soviética e da alta cúpula do poder, incluindo funcionários de alto escalão, conforme constatado pelos historiadores, entre eles Robert Service. Portanto, com a eliminação de líderes históricos, quaisquer possíveis insurreições contra o seu poder seriam fracassadas. Porém, alguns autores afirmam que tudo fora promovido pelo partido central contra sua vontade que isso ocorria devido a um grande número de sabotagens e infiltrações dentro do partido, incentivado pela oposição de esquerda, e uma grande pressão vinda do exterior, principalmente a partir de 1937 (quando já havia se iniciado a guerra civil espanhola e a guerra sino-japonesa), causando uma mentalidade de cerco na URSS que levou a inúmeros excessos.
O apoio ao governo soviético comandado por Stalin era grande, mas não era unânime. Entre os comunistas de outros países, alguns criticavam a forma que Stalin empregara para liquidar a propriedade privada, segundo estes, o autoritarismo das políticas stalinistas contribuiu muito para a deturpação do conceito criado por Karl Marx, de ditadura do proletariado.[carece de fontes?] A oposição dentro do partido foi relacionada as classes rebeldes e hostis ao socialismo. Comunistas de origem judaica foram apontados como colaboradores do nazismo, militantes fidelíssimos foram acusados de serem agentes ingleses, alemães ou japoneses, de acordo com a conveniência dos promotores. Acusando de supostos contatos com os emigrados trotskistas e espiões estrangeiros, figuras importantes do Partido (Zinoviev, Kamenev, Bukharin, Rikov e Yagoda) foram julgados no chamado "Processos de Moscou" (1936, 1938 e 1939) e executados. No ano de 1936, o regime de Josef Stalin expulsou ou executou um número considerável de membros do Partido, entre eles muitos dos seus opositores, nos atos que ficaram conhecidos como os Grandes Expurgos, ou as Grandes Purgas visando consolidar seu domínio sobre o aparelho estatal soviético (ver: Repressão política na União Soviética). A URSS desse tempo havia se instituído como um Estado Paranoico.
Nessa época, a URSS atingiu um desenvolvimento industrial e econômico a tempo para a Segunda Guerra Mundial, a principal recompensa que obteve com esta industrialização a marchas forçadas.

### O Exército Vermelho e a pré-guerra

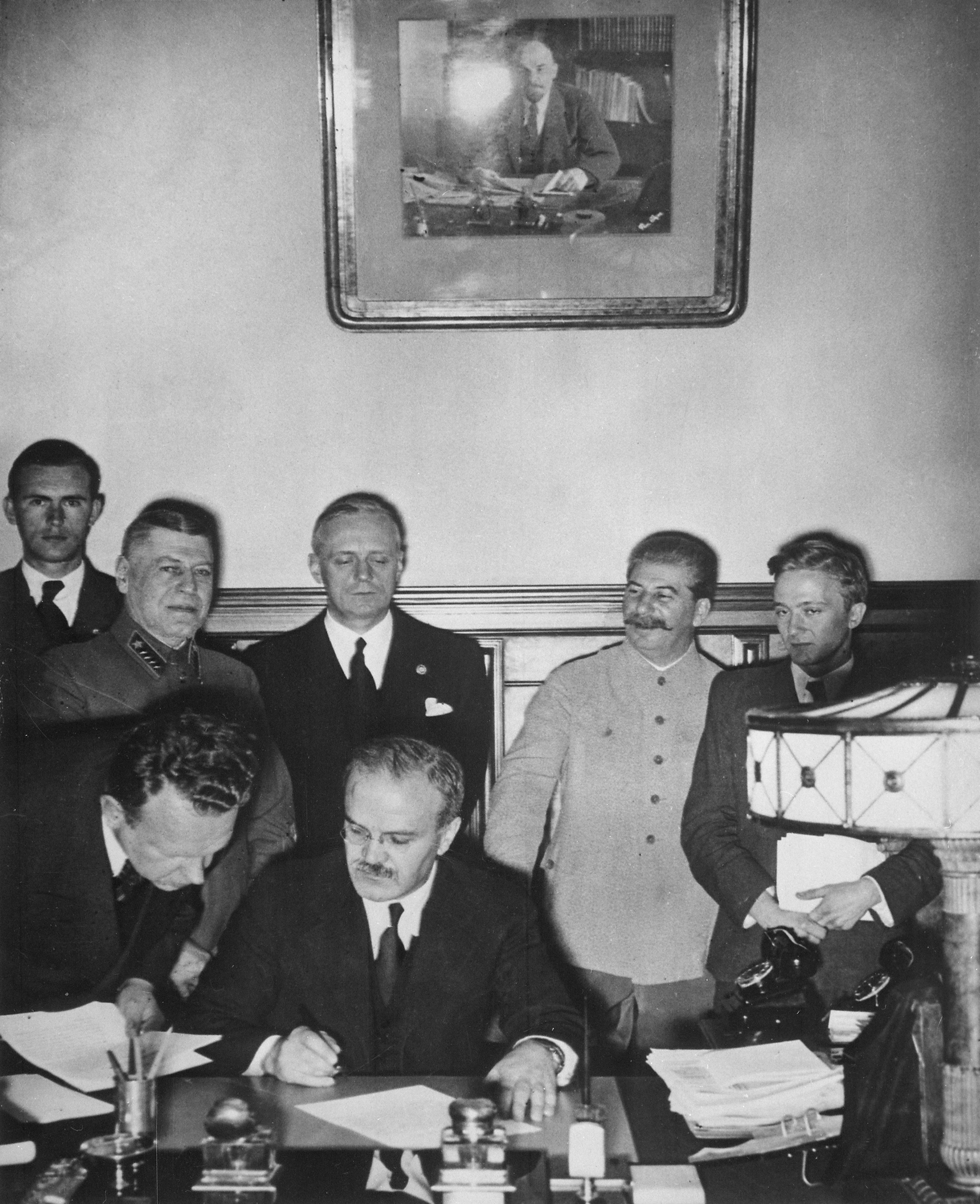
Assinatura do Pacto Germano-Soviético de não agressão (Pacto Molotov-Ribbentrop).

A guerra contra a Polônia e a Finlândia, completando com a execução ou o exílio de grande parte da hierarquia do Exército Vermelho em expurgos políticos (como no caso do marechal Tukhachevsky), deixou a defesa nacional em um estado terrível. Isto foi detectado por Hitler, mas nem ele nem Stalin pensavam em um confronto imediato.
Hitler escolheu aprofundar-se na Frente Ocidental antes de atacar a União Soviética para evitar uma guerra em duas frentes simultaneamente. Stalin, entretanto, teve que preparar o Exército Vermelho mediante a deslocamentos forçados e o aumento de equipamentos militares, que exigiam um período relativamente longo.
Além disso, Stalin pensava que uma aliança com a Alemanha nazista daria-lhe um caminho livre para retomar antigas terras russas (Estônia, Letônia, Lituânia, Finlândia e Moldávia).
De Outubro a Novembro de 1940, a União Soviética negociou com Alemanha, sobre a possibilidade de ingressar no grupo das potências do Eixo (Alemanha Nazista, Itália fascista e Império do Japão) como uma quarta potência (ver: negociações sobre a adesão da União Soviética ao Eixo). Mas, em Junho de 1941, a Alemanha invadiu o território soviético, desrespeitando o Pacto Molotov-Ribbentrop.

### Grande Guerra Patriótica
De 1941 a 1945, a participação da União Soviética na Segunda Guerra Mundial ficou conhecida como a Grande Guerra Patriótica, com os soviéticos combatendo contra as forças invasoras da Alemanha Nazista, ao lado dos Aliados ocidentais. Quando a Alemanha nazista invadiu a URSS, os soldados de Adolf Hitler contavam com um grande prestígio devido às vitórias obtidas na frente ocidental e oriental e inicialmente conquistaram vitórias esmagadoras, mas com a união das várias nacionalidades que compõem a URSS e a eficácia das estratégias usadas pelo exército vermelho, o exército alemão foi obrigado a recuar de suas posições até ser derrotado em seu próprio país em 1945. Nesse meio tempo o Exército Vermelho libertou da ocupação nazista vários países do Leste Europeu, contando com a ajuda das forças de resistência internas de cada país (ver: Europa ocupada pela Alemanha Nazista). Com a invasão de Berlim, a capital alemã, pelos soviéticos, o ditador nazista, Adolf Hitler cometeu suicídio (ver: Morte de Adolf Hitler).
Os resultados da guerra foram desastrosos em perdas humanas e materiais. Na verdade, a URSS foi o país que mais perdeu homens durante a Segunda Guerra Mundial (27 milhões aproximadamente). No entanto, ganhou politicamente (a União Soviética anexou cerca de 500.000 km ² de território e exerceu controle político nas nações libertadas dos nazistas no que seria a sua esfera de influência).
As novas relações com os governos Aliados, que, na Conferência de Teerã (novembro de 1943) e na Conferência de Potsdam (julho de 1945), concederam uma "zona de influência política" para a URSS, Stalin informou a dissolução do Comintern (Maio de 1943.) A natureza dos regimes socialistas que foram estabelecidos depois da guerra na Europa Oriental pôs fim ao isolamento político e geográfico da URSS.
As novas preocupações das potências ocidentais (capitalistas) foram expostas na "Doutrina Truman" de 12 de abril de 1947, que defendia a necessidade de travar a "expansão soviética", iniciando assim a chamada "Guerra Fria".

### Guerra Fria

Expansão soviética: a mudança da Europa Central e Europa Oriental com a expansão soviética, e a criação do Bloco do Leste após a II Guerra Mundial.

Stalin reagiu, instituindo, em outubro do mesmo ano, o Cominform. A ruptura das relações com a Iugoslávia (1948) foi compensada pelo triunfo da Revolução Chinesa (1949), que estendeu para o Leste da Ásia a influência soviética (ver: Império Soviético).
O quarto e o quinto Plano Quinquenal continuaram a dar prioridade à indústria pesada e grandes projetos de infraestrutura. O desenvolvimento econômico permitiu à URSS se tornar uma potência nuclear (25 de setembro de 1949), o que quebrou o monopólio nuclear dos EUA.
Depois da morte de Stalin (5 de março de 1953), uma imediata reorganização do Partido e do governo permitiu a condenação do abuso autoritário e a eliminação das lideranças mais comprometidas com o "culto de personalidade". Beria foi fuzilado. Em paralelo, o Soviete Supremo anunciou um aumento na produção de bens de consumo e diminuição da tensão internacional com o armistício da Guerra da Coreia (julho de 1953).
Os países sob influência soviética em 1955, assinaram o Pacto de Varsóvia, também chamado de Tratado de Amizade, Cooperação e Assistência Mútua. A União Soviética também contribuiu para a reconstrução da Europa, neutralizando o Plano Marshall dos EUA com a criação do Comecon.
O cazaque Geórgiy Malenkov, que sucedeu Stalin, foi destituído do cargo em fevereiro daquele ano. Com Nikita Khrushchev como primeiro-secretário do Partido e Bulganin como primeiro-ministro impôs-se uma política de desenvolvimento soviético. Em 2 de junho, anunciou-se a declaração de amizade recíproca entre a Iugoslávia e a URSS e alguns meses depois, dissolveu-se o Cominform.

## Era Khrushchov-Brejnev (1953-1985)

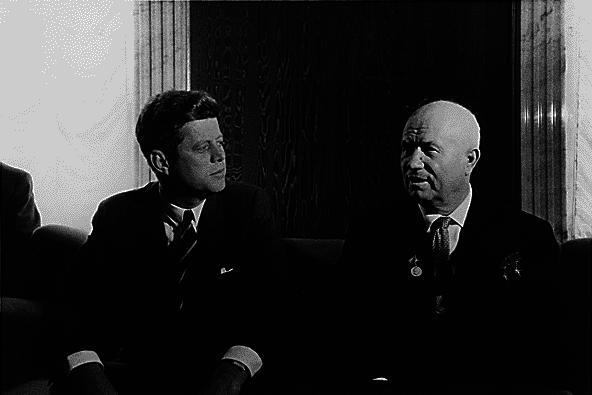
Nikita Khrushchev (a direita) criou a doutrina da "coexistência pacífica" com o Bloco Ocidental. Nesta foto, se reúne com o presidente dos Estados Unidos John Kennedy.

### Desestalinização
O sucessor de Stalin, Nikita Kruschev, empreendeu uma política de desestalinização denunciando os abusos do seu antecessor. Durante o XX Congresso em 1956 do Partido Comunista da União Soviética, Kruschev no famoso discurso secreto, divulgou uma série de crimes de Stalin, renegando a herança do stalinismo, estabelecendo, assim, uma nova postura e criando um novo paradigma para o comunismo internacional denominado coexistência pacífica entre sistemas diferentes (capitalismo e socialismo). A propaganda capitalista se utilizou muito dos argumentos engendrados por Kruschev para fazer frente à URSS.
A explosão da bomba de hidrogênio concedeu mais poderes de persuasão para a União Soviética, que durante a Crise de Suez de novembro de 1956 pode invalidar manobras colonialistas dos governos da Grã-Bretanha e França. No entanto, o progresso da "desestalinização" não foi feito sem perturbações graves, e os acontecimentos de outubro de 1956 na Polônia e, em novembro do mesmo ano na Hungria levaram a intervenção do Exército Vermelho, que terminou com 25-50000 rebeldes húngaros e 7.000 soviéticos mortos.
Khrushchev, em março de 1958, depois de passar pelo "Grupo Antipartido" (Vyacheslav Molotov, Malenkov, Kaganovich), se tornou primeiro-ministro. Suas principais reformas econômicas afetam a agricultura, mas a aragem de terras virgens do Cazaquistão e a descentralização da agricultura não respondem às esperanças. Durante o XXI e o XXII Congresso do PCUS (1959 e 1961) foram renovadas críticas a Stalin e à reabilitação das vítimas do stalinismo, liberando milhões de presos políticos (a população dos Gulags diminuiu de 13 milhões em 1953 para 5 milhões em 1956-1957).
Além disso, a política de "coexistência pacífica" permitiu a redução dos gastos militares e colocou na vanguarda da competição econômica com os países capitalistas. A atitude crítica dos regimes chineses e albaneses para as posições internacionais da União Soviética, agravou após a retirada da base de mísseis balísticos em Cuba (Outubro de 1962) e do Tratado de Moscou (julho de 1963).

### Corrida espacial
Como resultado da guerra fria, a União Soviética viu-se envolvida em uma corrida pela conquista do espaço contra os EUA. A União Soviética foi a nação que tomou a dianteira na exploração espacial ao enviar o primeiro satélite artificial, o Sputnik 1, e o primeiro homem ao espaço, Yuri Gagarin. Grande parte dos feitos espaciais da União Soviética devem-se ao talento do engenheiro de foguetes Sergei Korolev, o engenheiro-chefe do programa espacial soviético, que convenceu o líder Nikita Khrushchov da importância da conquista do espaço.

### Estabilidade e Estagnação

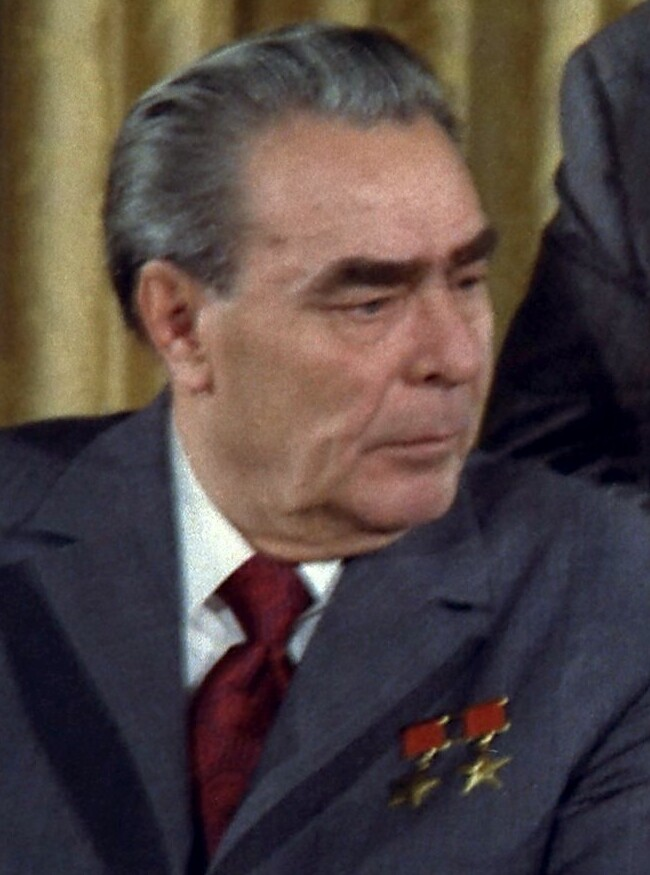
Leonid Brezhnev en 1973, líder sem novas ideias para impulsionar o regime comunista, é acusado de ser um dos causadores do colapso da URSS.

A substituição de Khrushchev por uma troika formada por Leonid Brejnev, primeiro-secretário do Partido, Kosygin, chefe do Governo, e Podgornyj, presidente do Presidium do Soviete Supremo, que substitui Mikoyan (dezembro de 1965), não impediu a acentuação do conflito ideológico com a China.
No XXIII Congresso do PCUS (março-abril de 1966), que revelou a ausência das representações da China e da Albânia, Brezhnev reconheceu o fracasso parcial do Plano Septenal de 1959-1965 e o oitavo Plano Quinquenal (1966-1970) foram adotadas medidas propostas pelo Liberman destinadas a transformar as unidades de produção em verdadeiras empresas dirigidas e impulsionadas pelas forças de mercado e preços.
Além disso, depois de condenar as políticas imperialistas dos EUA e proclamar o seu apoio ao Vietnã do Norte e a Frente Nacional de Libertação do Vietnã do Sul (Viet Cong), Brejnev se pronunciou a favor de um desarmamento global e um pacto de não agressão com a OTAN. A diplomacia soviética atingiu o sucesso em sua mediação no conflito indo-paquistanês de agosto de 1965, que levaram ao acordo de Tashkent (janeiro 1966). Em abril desse ano, Leonid Brezhnev consolidou sua posição para ser reeleito secretário-geral do Partido. A busca pela distensão, um objetivo perseguido pela sugestão soviética de dissolução da OTAN e do Pacto de Varsóvia (Maio de 1966) foi o fator dominante na política externa soviética. Com a eclosão da Guerra dos Seis Dias (junho de 1967), o governo soviético rompeu relações com [Israel] e apoiou fortemente os países árabes.
As tensões criadas pelo desenvolvimento dos acontecimentos na Checoslováquia levaram a invasão do país pelas tropas do Pacto de Varsóvia (agosto de 1968), a ocupação militar foi legalizada por um acordo entre a URSS e a Checoslováquia (maio de 1970.) A ratificação do Tratado de Amizade romeno-soviético (novembro de 1970) impediu as discrepâncias entre os dois países chegassem a um conflito, por outro lado, a reunião Brejnev-Tito (setembro de 1971) resultou parcialmente em um capítulo de desentendimentos com a Iugoslávia.
O aumento da influência soviética na América Latina levou ao estabelecimento de relações com o Peru (fevereiro de 1969), Bolívia (dezembro de 1969) e Venezuela (fevereiro de 1970), a assinatura de um acordo de comércio com o Peru (fevereiro de 1970) e a concessão de um empréstimo para o Uruguai (março de 1969).
A assinatura do Pacto Germano-Soviético de não agressão de agosto de 1970 ajudou a consolidar o status quo europeu. O antagonismo soviético-chinês passou de disputas ideológicas para conflitos armados de fronteira (março de 1969), que não foram resolvidos e, em parte, até o acordo comércial em novembro de 1970.
No interior, os desequilíbrios provocados pela nova orientação econômica e a esclerose do aparato burocrático vieram juntar-se à oposição dos grupos intelectuais. Os limites do "liberalismo" pós-stalinista, como evidenciado pela detenção dos escritores Daniel e Siniavski (Processo de Siniavski-Daniel, 1965), voltaram a se manifestar na expulsão do Prêmio Nobel de Literatura Aleksandr Isaevich Solzhenitsyn em 1970, a União de Escritores Soviéticos (novembro de 1969). Nos anos seguintes, uma vez canalizada a crise interna do campo socialista, após a substituição de Władysław Gomułka por Edward Gierek na Polônia, e de Walter Ulbricht por Honecker na Alemanha Oriental, a política soviética foi caracterizada por uma ofensiva diplomática, apoiada pela Ostpolitik de Willy Brandt da República Federal da Alemanha, cujo objetivo principal era o futuro convite para uma Conferência Europeia de Segurança. No Oriente Médio continua a penetração soviética nos países árabes: um acordo político e militar de 15 anos de duração com o Egito (maio de 1971), acordos comerciais com a Síria (fevereiro de 1972), Líbia (março de 1972) e Iraque (abril de 1972). Apenas a retirada do embaixador do Sudão na URSS (agosto de 1971), principalmente a expulsão de conselheiros militares soviéticos no Egito (julho 1972) ameaçavam a influência da União Soviética nessa região do Terceiro Mundo.
A URSS apoiou o Vietnã do Norte e o Vietcong, mas continuou a sua política de convivência e entendimento com os Estados Unidos (Conferência sobre o Desarmamento, a visita de Richard Nixon a Moscou em 1972, acordo de cooperação espacial em agosto de 1972, visitas de Brezhnev aos Estados Unidos em junho de 1973 e Nixon a Moscou em julho de 1974 com a assinatura de um novo acordo de cooperação econômica e à proibição de testes nucleares subterrâneos) e outros países ocidentais. Por outro lado, a visita de Tito a Moscou (junho de 1972) consolidou reconciliação entre os dois países e a concordância com os problemas do Vietnã e do Oriente Médio e à Conferência sobre a Paz e a Segurança na Europa, promovido pela URSS. No interior, o período anterior a 1970 foi caracterizado pela magnitude relativa dos conflitos decorrentes de intelectuais dissidentes soviéticos com ressonância internacional em alguns casos, como, por exemplo, Andrei Sakharov e Solzhenitsyn. Também houve um ressurgimento do problema da minoria judaica disposta a emigrar para Israel, no qual se chegou a acordo EUA-URSS em Novembro de 1974 e intensificou-se alguns conflitos religiosos, como o colocado pela população católica na Lituânia (maio de 1972), ou nacionalista (reorganização do Partido e órgãos do governo na Ucrânia em junho de 1972.) Em fevereiro de 1976 realizou-se o XXV Congresso do PCUS, que confirmou e reforçou a hegemonia de Brezhnev, que é reforçada pela saída de Podgornyi como presidente do Presidium do Soviete Supremo (maio de 1977) e assumindo essa posição Brezhnev.
Por outro lado, em outubro de 1977, coincidindo com o sexagésimo aniversário da revolução bolchevique, foi promulgada e entrou em vigor uma nova Constituição, que dava por cumprida e superada a fase da "ditadura do proletariado" na União Soviética e reafirmava o papel de liderança máxima do PCUS na sociedade soviética. Em outubro de 1980, Kosygin renunciou e Tikhonov se tornou o novo primeiro-ministro da URSS. A invasão soviética do Afeganistão (Dezembro de 1979) levou ao desenvolvimento de uma nova etapa de tensão da Guerra Fria entre as duas superpotências, que foi agravada pela implantação de novas bases de mísseis na Europa. No plano interno, a União Soviética intensificou a repressão aos dissidentes e enfrentou uma grave crise econômica em 1980.

#### A crise nos anos 1980

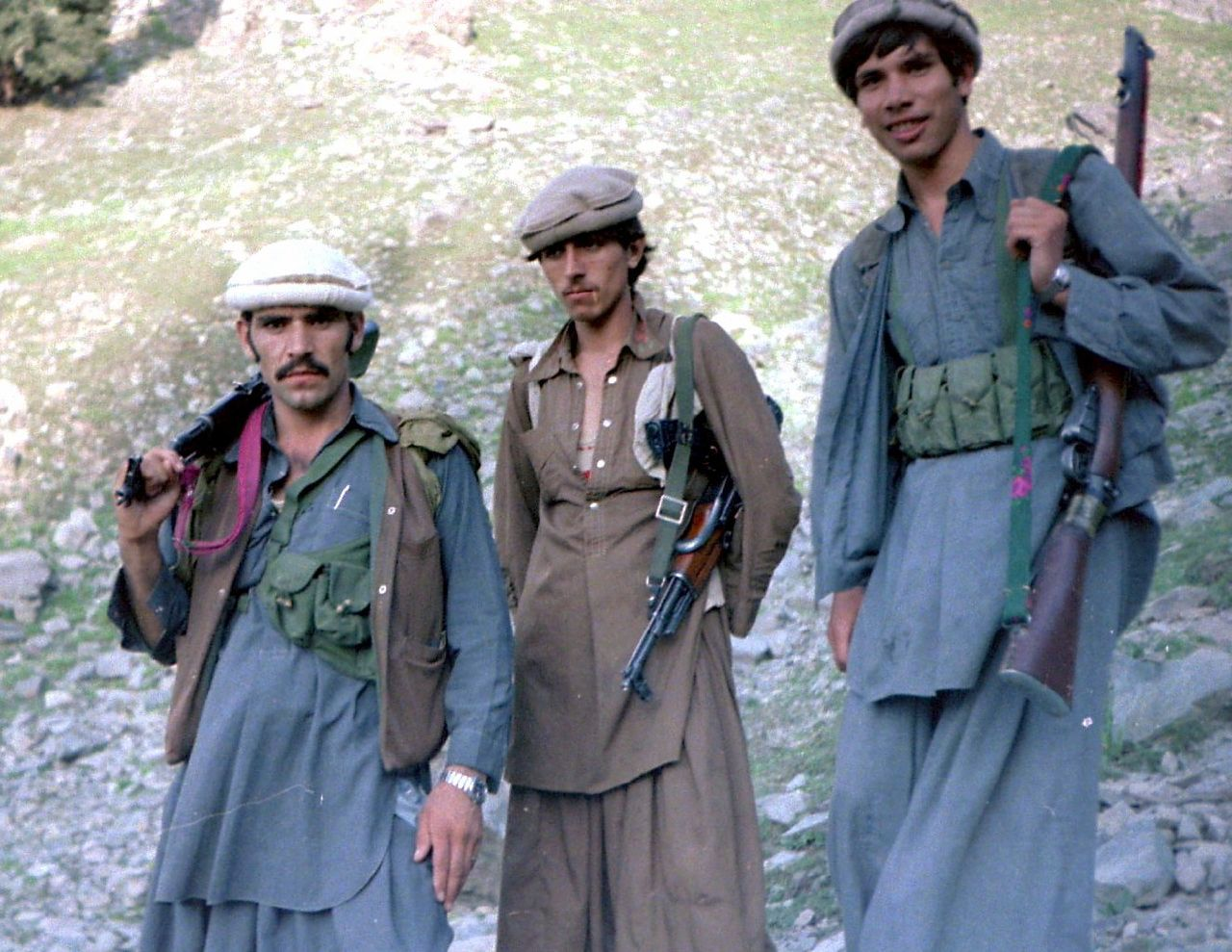
Foto de combatentes mujahidins no Afeganistão durante a invasão soviética.

A estagnação econômica e os gastos militares excessivos crescentes começavam a comprometer os bons indicadores sociais e o crescimento econômico, as taxas de crescimento econômico, que nos anos 1950-1960 variaram de 5 a 8%, caiam para menos de 3%, até atingir crescimento zero na primeira metade dos anos 1980. Em 1980, a URSS deixa de ser a segunda maior economia do mundo e é ultrapassada pelo Japão.
A estagnação econômica da União Soviética transformou-se em crise ainda nos anos 1970. Entretanto alguns fatores, incluindo a boa administração econômica das autoridades na época permitiram que a URSS mantivesse uma economia planificada por mais tempo. A distensão política da Guerra Fria, promovida por Brejnev, permitiu alguma redução dos gastos militares. A alta dos preços do petróleo (1973 e 1979-1980) e das commodities agrícolas permitiu que o país conseguisse aumentar as exportações totais, principalmente em moeda forte. O aumento das exportações permitiu que a URSS continuasse a enviar ajuda militar e econômica aos aliados pobres (principalmente na África), ao mesmo tempo em que reinjetava recursos na economia nacional. Entretanto a mudança de estratégia dos Estados Unidos no fim dos anos 1970 e início dos 1980, com a retomada da Guerra Fria e da corrida armamentista, iria aprofundar a crise soviética.
Os custos militares da Guerra Fria já estavam insustentáveis para a URSS no fim dos anos 1970. O país mantinha forças armadas de quase dois milhões de homens, sendo 1 milhão mobilizados na Europa Oriental. Quando a China se aproxima dos EUA nos anos 1970 e passa a ameaçar a URSS a situação piora. A China estacionou quase 1 milhão de homens nas fronteiras com a União Soviética, e para contrabalançar, esta teve que estacionar outro 1 milhão de homens na fronteira com a China. Os custos desta mobilização permanente começavam a se mostrar insutentáveis no início dos anos 1980 com o envolvimento soviético no conflito do Afeganistão.

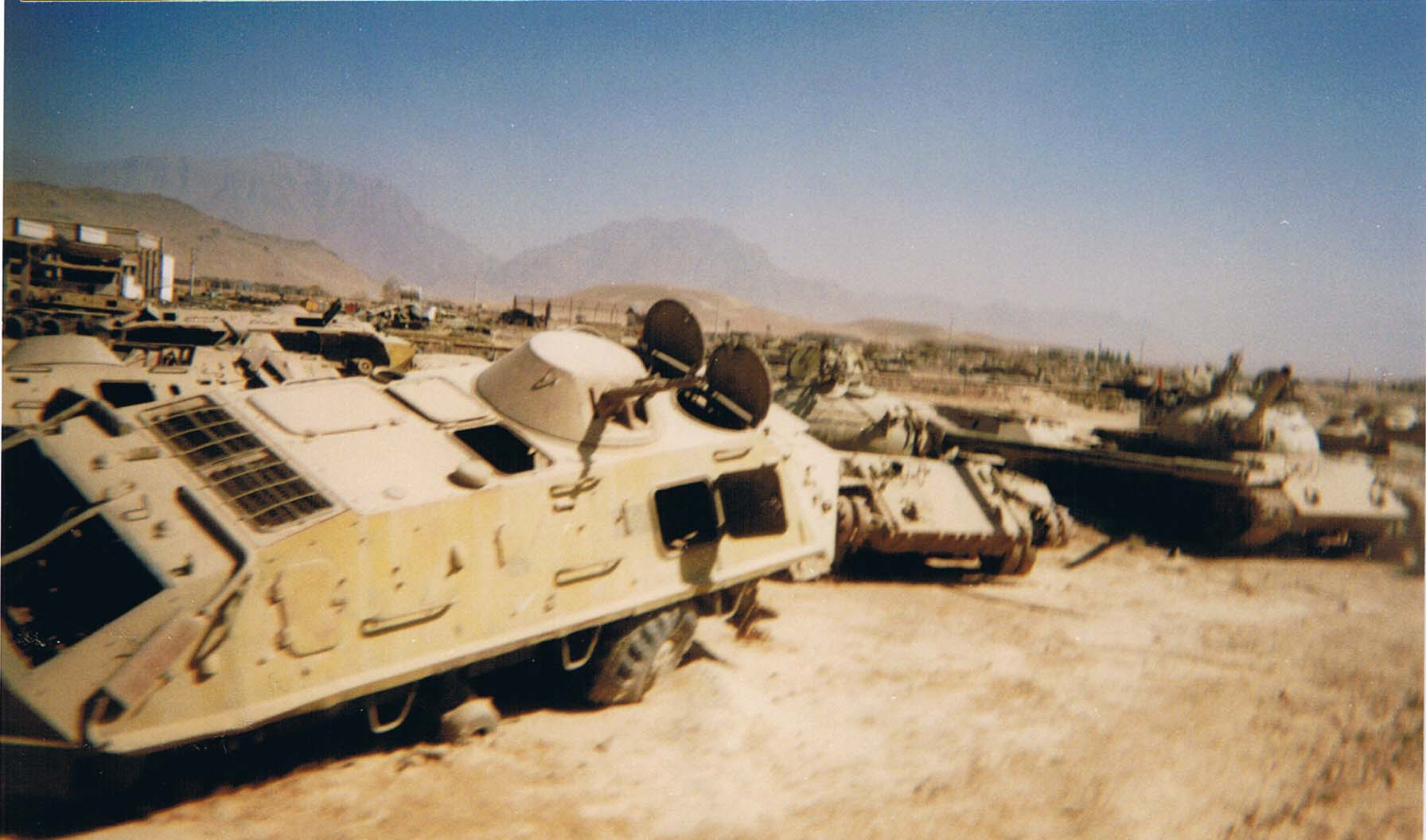
Blindados soviéticos destruídos no Afeganistão.

A partir de 1978-1979 os Estados Unidos e alguns de seus aliados, como a Arábia Saudita, começaram a financiar e armar os mujahidins fundamentalistas islâmicos no Afeganistão, para que estes lutassem contra o governo socialista que havia se instalado neste país. Na prática os EUA criaram uma armadilha, que foi uma espécie de "Vietnã" para a União Soviética (nas palavras do então Conselheiro de Segurança do governo americano Zbigniew Brzezinski). Ou seja, uma guerra longa, com altos custos econômicos e humanos, sem chances de vitória, lutando contra um inimigo disperso e determinado, que recebia ajuda militar da outra superpotência rival.
Os custos da Guerra do Afeganistão (1979-1989) foram altíssimos para uma economia em crise como a soviética e acabaram tendo o efeito imaginado pelos EUA: estenderam ao máximo e desgastaram profundamente a capacidade econômica e militar da União Soviética. Aos custos da Guerra no Afeganistão somavam-se os custos crescentes da ajuda que o país tinha que enviar a países socialistas muito pobres e em guerra civil, como Angola, Moçambique e Etiópia, cujos governos enfrentavam o recrudescimento dos conflitos internos contra insurgentes apoiados pelos EUA.
Com a queda nos preços internacionais das commodities agrícolas, e principalmente do petróleo, entre 1984 e 1985, a URSS perdeu a principal fonte de divisas externas em moeda forte, e a crise se aprofundou ainda mais, pois o país não conseguia mais pagar suas importações

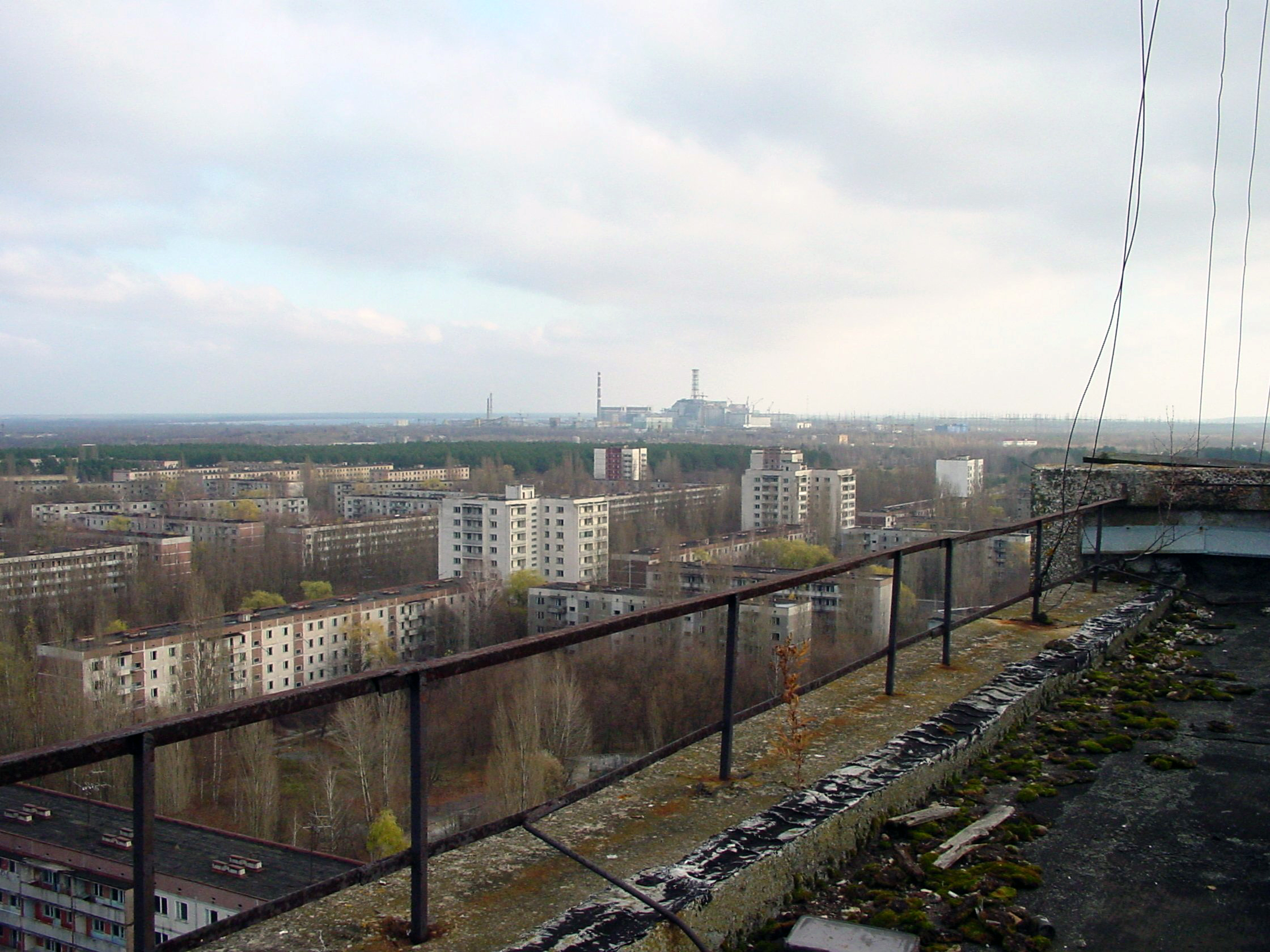
Cidade fantasma de Pripyat, evacuada após o acidente nuclear de Chernobil.

A situação torna-se desesperadora quando em 1986 ocorre o acidente nuclear de Chernobyl, na Ucrânia. Além dos custos imediatos, o vazamento de radiação contaminou a produção agrícola de grãos da Ucrânia, considerada o "celeiro agrícola da União Soviética". A URSS passou a ter que importar comida e não tinha recursos econômicos para isso. Em uma economia rigidamente planejada isto significou o racionamento de alimentos básicos como pão. A situação de crise profunda abria caminho para o colapso.
Segundo Angelo Segrillo, o fator militar não foi o fator principal da queda da URSS, pois o gasto soviético nesta área não cresceu significativamente, quando comparado com dados anteriores. A queda deveu-se principalmente a mudança do paradigma mundial de produção industrial, iniciado no início da década de 1970, passando do modelo Fordista, onde a produção era centralizada e com pouca flexibilidade, portanto mais adaptada ao modelo soviético, para o modelo Toyotista, descentralizado e flexível, incompátíveis com o modelo soviético de produção.
A tentativa de modernização acelerada da perestroika e da glasnost viria como proposta "salvadora" de Gorbatchov, mas não conseguiria mais reverter a crise.

## Os Conservadores: Andropov e Chernenko
A morte de Brejnev (novembro de 1982), Yuri Andropov, chefe da polícia secreta soviética (KGB) de 1967 a 1982, tornou-se secretário-geral do PCUS (Novembro de 1982) e foi designado chefe de Estado em junho de 1983. Andropov propôs mudanças radicais na economia antes do final de 1985, começando um novo Plano quinquenal. Para fazer isso teve que mudar a composição das estruturas de poder, no qual foi parcialmente bem-sucedido, especialmente com a inclusão de líderes no Politburo com menos de 50 anos. No entanto, nem a grave crise sofrida pelo país ou a ofensiva contra a burocracia e a corrupção foram capazes de mudar alguma coisa no funcionamento de um sistema cada vez mais dependente da economia militar.
Internacionalmente, o breve período de governo de Andropov foi marcado pelo fracasso da estratégia preparada para impedir a instalação do primeiro "Euromissiles" na Europa Ocidental (novembro de 1983), levando a retirada imediata soviética das negociações em Genebra sobre os Euro-mísseis.
Com a morte de Andropov (9 de fevereiro de 1984) foi sucedido Konstantin Chernenko, que continuou a política de Brezhnev, que era seu "delfim". Durante seu governo, que também foi breve, se operou a volta da burocracia paralisante e intensificou o antissemitismo e a repressão de intelectuais dissidentes.
No exterior, o Kremlin se opôs à participação soviética nos Jogos Olímpicos de Verão de 1984, a visita de Honecker à República Federal da Alemanha, a negociar com Washington e qualquer possibilidade de compromisso no conflito no Afeganistão. Essa política isolacionista sofreu uma mudança depois da visita do Ministro dos Negócios Estrangeiros soviético Andrei Gromiko aos Estados Unidos, onde se reuniu com o presidente Ronald Reagan (setembro de 1984) e o Vice-Primeiro-Ministro, Ivan Arjipov, a China (Dezembro de 1984). O anúncio do presidente Reagan, após sua reeleição em novembro de 1984 para desenvolver novo programa militar chamado Iniciativa Estratégica de Defesa (SDI), conhecido como Guerra nas Estrelas, determinou a União Soviética a regressar à mesa das negociações em Genebra sobre controle dos armamentos (12 de março de 1985).
Já doente desde antes de suceder Yuri Andropov, Chernenko finalmente morreu em 11 de março de 1985.

## Era Gorbatchev (1985-1991)

O Presidente dos EUA Ronald Reagan e Gorbachev em uma reunião em Genebra (1985).

Mikhail Gorbatchov foi o último dirigente soviético e o membro mais jovem (52 anos) do Politburo. Assumiu o cargo de secretário-geral da PCUS (Partido Comunista da União Soviética) em março de 1985, substituindo Konstantin Tchernenko, que faleceu naquele ano. O bom relacionamento com os membros do partido e a habilidade política foram fatores que credenciaram Gorbatchov a assumir o posto mais importante na hierarquia administrativa soviética. Defensor de ideias modernizantes, instituiu grandes projetos inovadores ao conservadorismo dos dirigentes: a perestroika (reconstrução econômica), democratizatsiya (democratização), o uskorenie (desenvolvimento econômico) e a glasnost (transparência política).

### Perestroika
A Perestroika, que teve início em 1986, foi concebida para introduzir um novo dinamismo na economia soviética, que passava por sérios problemas. Para que os setores econômicos do país tivessem uma expansão qualitativa e quantitativa, foram introduzidos mecanismos para estimular a livre concorrência (e acabar com o monopólio estatal), desenvolver setores secundários de produção (bens de consumo e serviços não essenciais) através da iniciativa privada e descentralizar as operações empresariais. No campo, foi estimulado a criação de cooperativas por grupos familiares e arrendamento de terras estatais. A proposta também foi incentivar empresas estrangeiras a atuarem no país. Houve ainda uma redução dos gastos do governo, principalmente na indústria bélica.

### Glasnost
Na área política e social, a Glasnost pretendeu colocar novos paradigmas no modo de vida soviético. Para que a União Soviética tivesse um desenvolvimento forte e profícuo, era necessário colocar uma nova mentalidade em todos os segmentos da sociedade. Assim, a proposta foi de acabar com a burocracia política, combater a corrupção e introduzir a democracia em todos os níveis de participação política, ou seja autorizou o pluripartidarismo. A glasnost também libertou dissidentes políticos e permitiu a liberdade de imprensa e expressão.

### O fim da Guerra Fria e a contagem regressiva da União Soviética

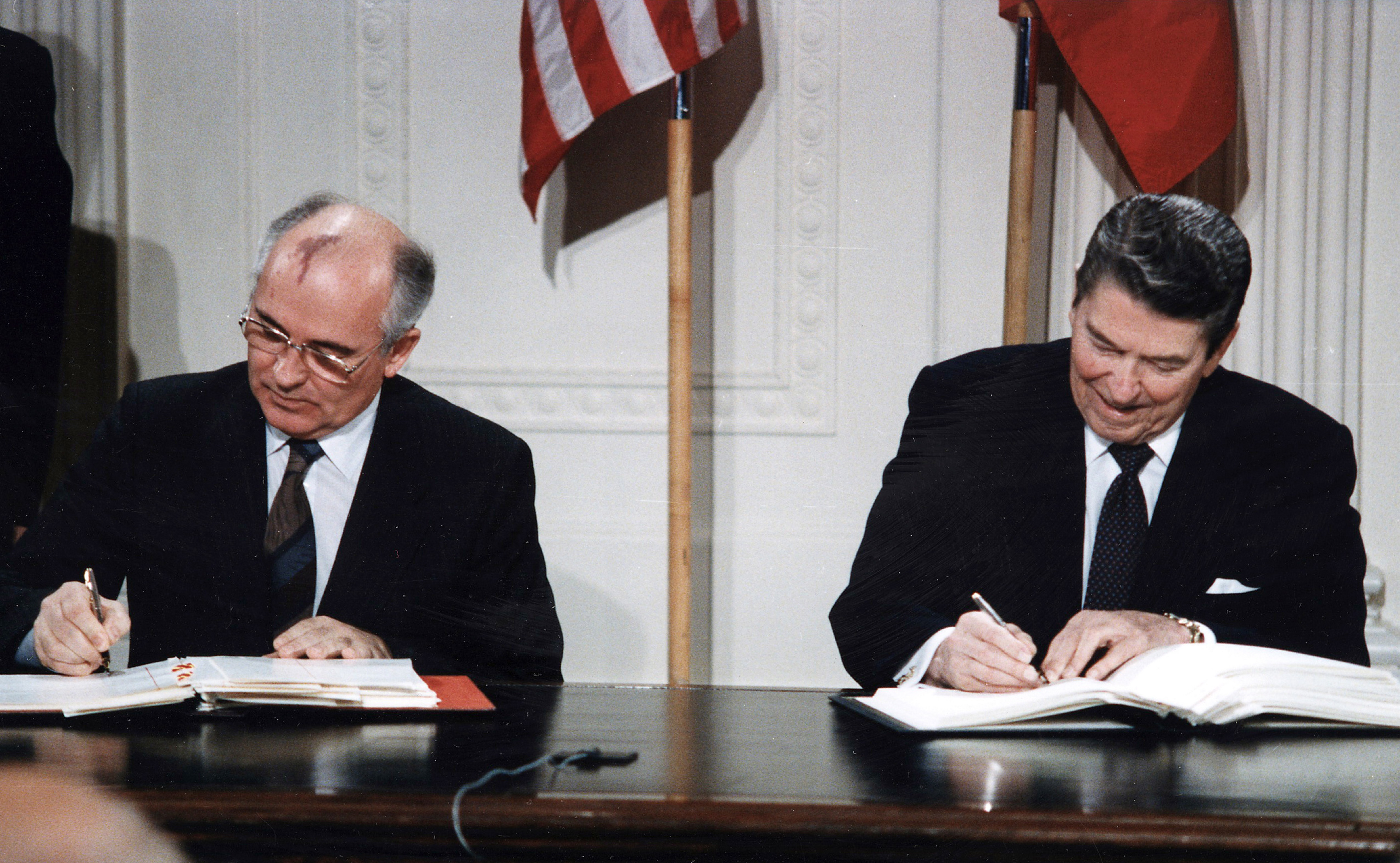
Mikhail Gorbachev e Ronald Reagan assinam o tratado que limita os arsenais atômicos dos EUA e da URSS, na Casa Branca, 1987.

O ano de 1989 viu as primeiras eleições livres no mundo socialista, com vários candidatos e com a mídia livre para discutir. Ainda que muitos partidos comunistas tivessem tentado impedir as mudanças, a perestroika e a glasnost de Gorbachev tiveram grande efeito positivo na sociedade. Assim, os regimes comunistas, país após país, começaram a cair. A Polônia e a Hungria negociaram eleições livres (com destaque para a vitória do partido Solidariedade na Polônia), e a Tchecoslováquia, a Bulgária, a Romênia e a Alemanha Oriental tiveram revoltas em massa, que pediam o fim do regime socialista (ver: Revoluções de 1989).
E na noite de 9 de novembro de 1989 o Muro de Berlim começou a ser derrubado depois de 28 anos de existência. Antes da sua queda, houve grandes manifestações em que, entre outras coisas, se pedia a liberdade de viajar. Além disto, houve um enorme fluxo de refugiados ao Ocidente, pelas embaixadas da RFA, principalmente em Praga e Varsóvia, e pela fronteira recém-aberta entre a Hungria e a Áustria, perto do lago de Neusiedl.

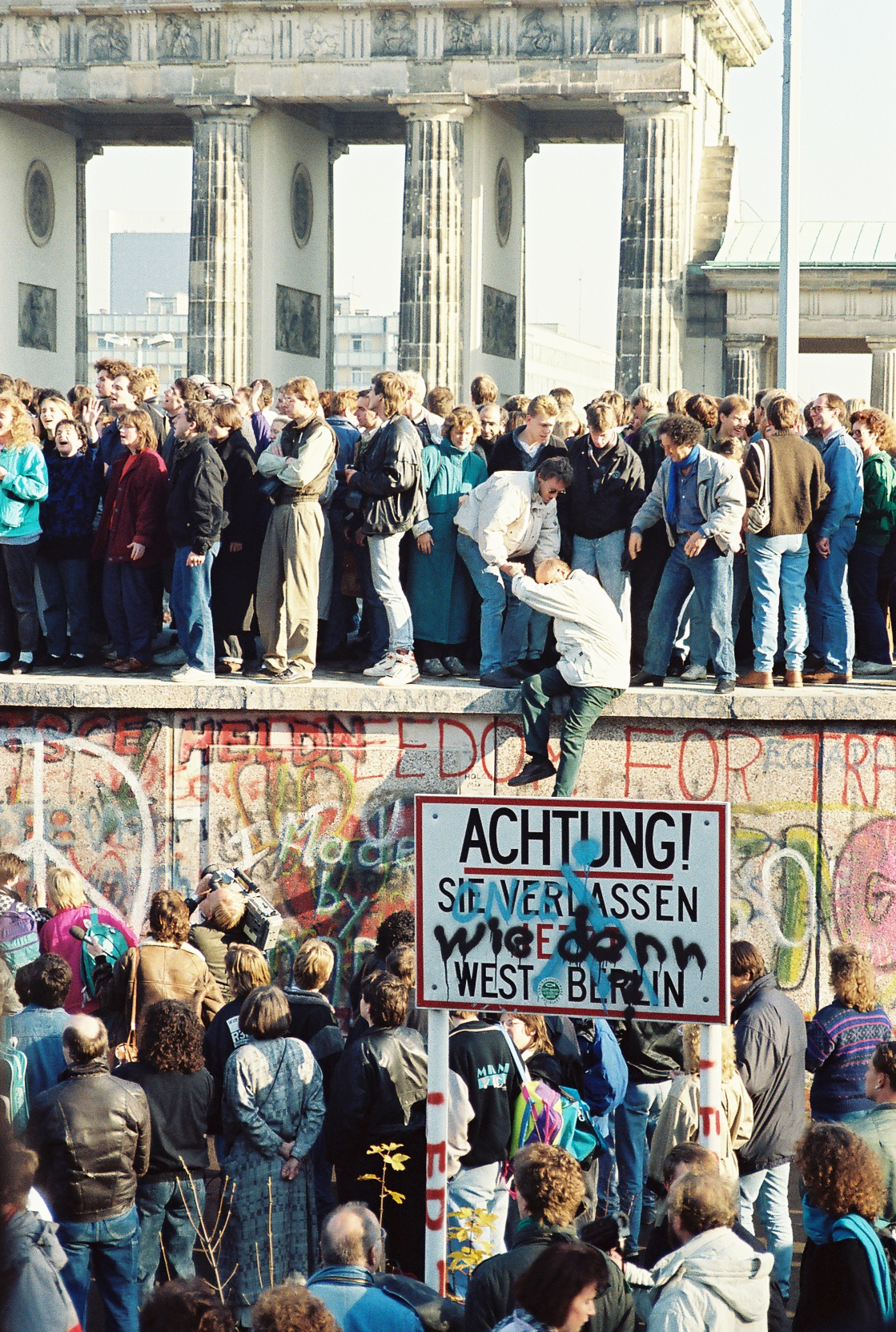
A queda muro de Berlim em 9 de novembro de 1989.

Em 1990, com a reunificação alemã, a União Soviética cai para o posto de quarto maior PIB mundial. Este quadro piora rapidamente com a nova crise da transição para o capitalismo nos anos 1990, quando a Rússia torna-se o 15º PIB mundial.
Entre 1987 e 1988 a URSS abdica de continuar a corrida armamentista com os Estados Unidos, assinando uma nova série de acordos de limitação de armas estratégicas e convencionais. A URSS inicia a retirada do Afeganistão e começa a reduzir a presença militar na Europa Oriental. O governo soviético pressiona aliados pela negociação de paz em conflitos como a Guerra Civil Angolana, onde os termos para o fim do conflito são estabelecidos em acordo com os EUA, Angola, Cuba e África do Sul. Esta nova postura também significou a redução de todas as formas de apoio (político, financeiro e comercial) que esta potência dava a regimes aliados em todo o mundo.

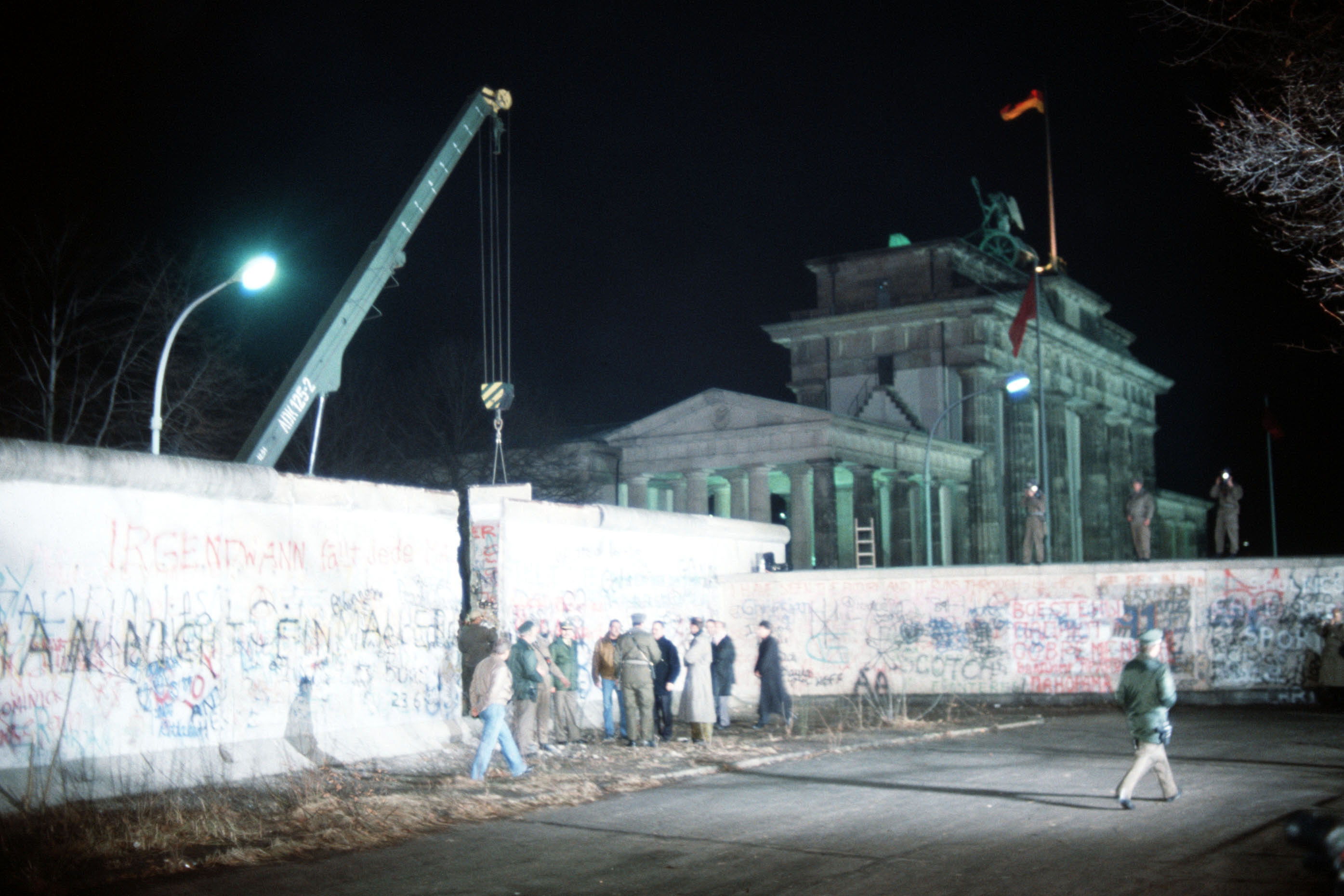
Um guindaste remove uma parte do muro de Berlim, perto de Porta de Brandemburgo em 21 de dezembro de 1989.

No plano interno, Gorbatchov enfrentou grandes resistências da oligarquia e dos burocratas partidários (os apparatchiks). A linha dura do partido via a postura de Gorbatchov no plano internacional como covarde e acusava-o de trair a URSS e o socialismo. Estes grupos eram contra a retirada do Afeganistão e defendiam que a URSS deveria intervir nos países da Europa Oriental que estavam passando por processos de democratização e abandonavam o socialismo, como a Polônia. Em 1991, setores mais belicistas do governo soviético defenderam que a URSS deveria ter apoiado o Iraque na Guerra do Golfo contra a coalizão de países liderada pelos Estados Unidos e passaram a criticar o governo Gorbatchov como fraco.

### Tratado da União dos Estados Soberanos

As Repúblicas Soviéticas, que elaboraram o novo Tratado da União (vermelho e laranja), e as repúblicas não participantes (preto).

Na metade do ano de 1990 e início de 1991, a situação política e econômica na União Soviética se agravou e para tentar reverter essa crise o presidente Mikhail Gorbatchov, pensou em primeiro resolver o problema político e étnico soviético para depois reformar a economia. O novo Tratado da União dos Estados Soberanos foi um projeto de tratado que teria substituído o de 1922 (Tratado da Criação da URSS) e, portanto, teria substituído a União Soviética por uma nova entidade chamada União de Estados Soberanos, uma tentativa de Mikhail Gorbachev para recuperar e reformar o Estado soviético.
O Presidente Gorbachev tentou ganhar o apoio popular à proposta.
Em 17 de marco de 1991 referendo foi realizado em nove das quinze repúblicas (RSFS da Rússia, RSS da Ucrânia, RSS da Bielorrússia, RSS do Cazaquistão, RSS do Azerbaijão, RSS do Uzbequistão, RSS do Quirguistão, RSS do Turcomenistão e RSS do Tadjiquistão) que participou da elaboração do tratado. No referendo, 76% dos eleitores da URSS apoiaram a manutenção do sistema federativo da União Soviética, incluindo a maioria de todas as nove repúblicas. A oposição era parte integrante das grandes cidades, como Moscou e Leninegrado. O referendo foi boicotado nas outras seis repúblicas que favoreceu a independência.
Um acordo entre o governo central e nove repúblicas soviéticas, o acordo "9+1", foi finalmente assinado em Novo-Ogaryovo, em 23 de abril. O novo Tratado da União transformava a União Soviética em uma federação de repúblicas independentes, com um presidente, a política externa e militar comum.
Em agosto, oito das nove repúblicas (todas menos a Ucrânia) aprovaram o novo projecto de Tratado sob certas condições. A Ucrânia concordou com os termos do tratado. Em 17 de março de referendo, a maioria dos residentes na Ucrânia apoiaram a união em termos da Declaração de Soberania do Estado da Ucrânia.
O dia para ser posto em prática esse novo tratado, estava previsto para acontecer no dia 20 de agosto do mesmo ano.

### Golpe de Agosto de 1991

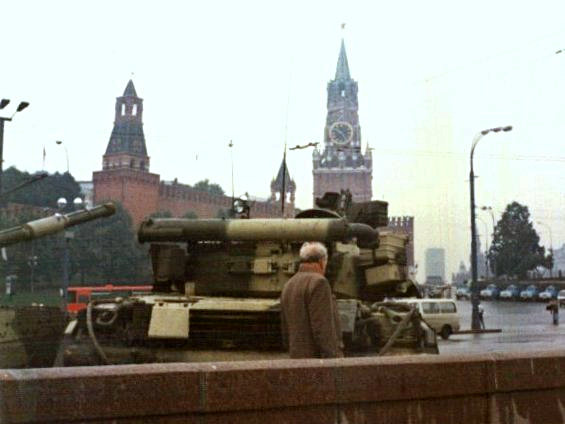
Tanques na Praça Vermelha durante a tentativa de golpe de 1991.

Em 19 de agosto de 1991, um dia antes de Gorbachev e um grupo de dirigentes das Repúblicas assinarem o novo Tratado da União, um grupo chamado Comité Estatal para o estado de emergência (Государственный Комитет по Чрезвычайному Положению, ГКЧП ', pronunciado GeKaTchePe) tentou tomar o poder em Moscou. Anunciou-se que Gorbachev estava doente e tinha sido afastado de seu posto como presidente. Gorbachev foi, então, em férias a Crimeia onde a tomada do poder foi desencadeada e lá permaneceu durante todo o seu curso. O vice-presidente da União Soviética, Gennady Yanaiev, foi nomeado presidente interino. A comissão de 8 membros, incluindo o chefe da KGB Vladimir Krioutchkov e o Ministro das Relações Exteriores, Boris Pougo, o ministro da Defesa, Dmitri Iazov, todos os que concordaram em trabalhar sob Gorbachev.
Manifestações importantes contra líderes do golpe de Estado ocorreram em Moscou e Leningrado, lealdades divididas nos ministérios da Defesa e Segurança impediam as forças armadas de vir para superar a resistência que o Presidente da Rússia Boris Yeltsin dirigia desde a Câmara Branca, o parlamento russo. Um assalto do edifício projetado pelo Grupo Alfa, Forças Especiais da KGB, depois que as tropas foram recusando-se unanimemente a obedecer. Durante uma das manifestações, Yeltsin permaneceu de pé em um tanque para condenar a "Junta". A imagem disseminada pelo mundo foi à televisão, torna-se um dos mais importantes do golpe de Estado e reforça fortemente a posição de Yeltsin. Ocorrem confrontos nas redondezas das ruas que conduziram o assassinato de três protestantes, Vladimir Ousov, Dmitri Komar e Ilia Krichevski, esmagados por um tanque, mas, em geral, houve poucos casos de violência. Em 21 de agosto de 1991, a grande maioria das tropas que são enviadas a Moscou se coloca-se abertamente ao lado dos manifestantes ou são desertores. O golpe falhou e Gorbachev, que tinha atribuído à sua residência dacha na Crimeia, regressou a Moscou.
Após o seu regresso ao poder, Gorbachev prometeu punir os conservadores do Partido Comunista da União Soviética (PCUS). Demitiu-se das suas funções como secretário-geral, mas continua a ser presidente da União Soviética. O fracasso do golpe de Estado apresentou uma série de colapsos das instituições da união. Boris Yeltsin assumiu o controle da empresa central de televisão e os ministérios e organismos económicos.

### Colapso da União Soviética
Quando em 1985, Mikhail Gorbatchev assumiu o poder na URSS, enfrentou o caos. A superpotência que detinha uma capacidade nuclear suficiente para destruir a vida no planeta várias vezes encontrava-se à beira do abismo. Os problemas eram tantos e em tantos setores, que desde o início o mais jovem líder da URSS implementou reformas.
As reformas não significavam que o socialismo havia dado errado, ou que o capitalismo havia vencido. As mudanças de ordem estrutural propostas por Gorbatchev visavam à modernização do país, mas para isso seria necessário o desenvolvimento real dos problemas, apartado da maquiagem da burocracia, solidificada, no país, sob o contexto de defesa dos interesses do povo, no contexto da Guerra Fria.
Uma tentativa de se aplicar a planificação estatal na solução desses problemas certamente fracassaria, pois havia muito a população amargava uma queda em seu precário padrão de consumo.
Exigir sacrifícios, e eles seriam necessários, da população já demasiadamente sofrida e incrédula na ação do Estado seria como acender o estopim do caos político que eclodiriam ou num conflito interno sem precedentes, ou na volta da linha dura.
Com a crise emergente da URSS, os países comunistas entraram em grave declínio. Dois grandes marcos da crise soviética foram percebidos na Europa: o colapso da Cortina de Ferro e a Queda do Muro de Berlim. O colapso do Leste europeu, a chamada Cortina de Ferro, se iniciou na Polônia com o movimento "Solidariedade", liderado por Lech Walesa, e se espalhou por todos os países comunistas europeus. Já a Queda do Muro de Berlim foi o grande símbolo da crise socialista; o fim da divisão de Berlim e a reunificação alemã representaram o fim do socialismo na Europa e início do dominio total do capitalismo.
Um dos primeiros frutos da nova política foi o fim do exílio de Andrei Sakharov (dezembro de 1986), seguido de uma anistia que libertou todos os prisioneiros de consciência (Fevereiro de 1987) e a reabilitação das vítimas dos expurgos de Stalin (Nicolai Bukharin, entre outros).
Na arena internacional, Gorbachev iniciou conversações sobre desarmamento com presidente dos EUA, Ronald Reagan (novembro de 1985), culminando com a assinatura de um acordo para a eliminação de mísseis nucleares de alcance intermédio na Europa (dezembro de 1987). A XIX Conferência do PCUS (Julho de 1988) adotou um programa de reformas políticas que resultou em várias alterações à Constituição (dezembro de 1988) e na eleição pela primeira vez com múltiplas candidaturas em um Congresso de Deputados do Povo, o órgão máximo de governo (26 de março de 1989). O resultado da eleição mostrou a radicalização popular e a perda irreversível da autoridade do PCUS.
A violência interétnica tornou-se endêmica na Armênia e no Azerbaijão, por causa da disputa sobre a região Nagorno-Karabakh (Guerra de Nagorno-Karabakh), e intensificaram na Geórgia por causa da intervenção militar contra os manifestantes em Tbilisi (abril de 1989). A agitação nacionalista levou a um estado de crise, quando a Lituânia declarou independência (11 de março de 1990), a decisão suspensa em junho, devido ao bloqueio econômico decretado por Moscou.
Após a queda do Muro de Berlim e o colapso dos regimes comunistas na Europa Oriental, Gorbachev lançou uma nova ofensiva de reforma. O Congresso dos Deputados do Povo votaram outra emenda constitucional para abolir o monopólio político do PCUS, estabelecendo um sistema presidencialista e elegeu o próprio Gorbachev para o cargo de presidente da URSS (15 de março de 1990). As eleições republicanas e autárquicas (fevereiro a maio) constituíram um exito para os radicais, Boris Yeltsin é eleito presidente da Federação Russa.
O XXVIII Congresso do PCUS (julho de 1990), que reelegeu Gorbachev como Secretário Geral, não conseguiu parar Yeltsin e outros líderes radicais abandonaram o partido. Para enfrentar a crise nacional, Gorbachev propôs um novo Tratado de União, que foi aprovado pelo Congresso dos Deputados do Povo e ratificado por referendo (17 de março de 1991) em nove das quinze repúblicas, enquanto as três repúblicas bálticas, Letônia, Lituânia e Estônia, durante a chamada Revolução Cantada, organizaram consultas eleitorais em seus respectivos territórios para reafirmar seu desejo de independência. O tratado soviético-americano para reduzir armas nucleares estratégicas (START), assinado em Moscou por ocasião da visita do presidente George H. W. Bush (31 de julho de 1991) agravou as tensões no aparato do PCUS e do complexo militar-industrial.
Em 18 de agosto, quando se encontrava de férias na Crimeia, Gorbachev foi confinado em sua residência e declarado "incapaz de assumir suas funções por motivos de saúde" em um golpe de Estado planejado pelos conservadores do aparato, a KGB e alguns chefes militares. Gennady Yanaev, vice-presidente da URSS, assumiu interinamente a presidência, e uma liderança coletiva composta por oito pessoas, declarou estado de emergência, o restabelecimento da censura e emitiu uma proclamação justificando o golpe. A resistência foi liderada desde o início por Boris Yeltsin, que, a partir do Parlamento russo, chamado para a desobediência civil e a greve geral. A crescente oposição em Moscou e Leningrado, a condenação internacional e a deserção de algumas unidades militares, que passaram a obedecer a Yeltsin, dividiu e paralisou os golpistas. O golpe de Estado foi abortado em 21 de agosto, quando os membros da Comissão do Estado foram dispersados antes de serem presos. Gorbachev liberado, retornou a Moscou e fortemente apoiou e incentivou mudanças radicais que a nova situação exigia.
As atividades do PCUS foram declaradas ilegais pelo Supremo Tribunal Federal (29 de agosto), foram dissolvidos os órgãos centrais e abriu-se um novo período constituinte. Em 6 de setembro de 1991, o Conselho de Estado reconheceu a independência da Estônia, Letônia e Lituânia. Nos meses que se seguiram, sucessivas proclamações de independência das repúblicas e o colapso econômico aceleraram a perda de autoridade política de Gorbachev, que falhou na tentativa de concluir o Tratado que deveria conduzir a uma União de Estados soberanos para substituir a antiga organização do Estado.
Em 8 de dezembro de 1991, as três repúblicas eslavas, Rússia, Bielorrússia e Ucrânia formaram a Comunidade de Estados Independentes (CEI), aberta para o resto das repúblicas que acabou, na prática, pondo fim ao estado soviético. No dia 21 de dezembro, 11 das 15 repúblicas soviéticas, em Alma Ata, capital do Casaquistão, endossaram a CEI, decretando o fim da União Soviética. Gorbatchov governou sem apoio durante mais quatro dias e em 25 de dezembro de 1991, renunciou e declarou que a União Soviética deixaria de existir oficialmente em 31 de dezembro de 1991; a atual Federação Russa assumiu no plano internacional os compromissos e a representação do estado desaparecido, tornando-se a legítima sucessora da URSS. Todas as repúblicas que formavam a URSS foram reconhecidas internacionalmente como estados independentes.

## O Fim da União Soviética

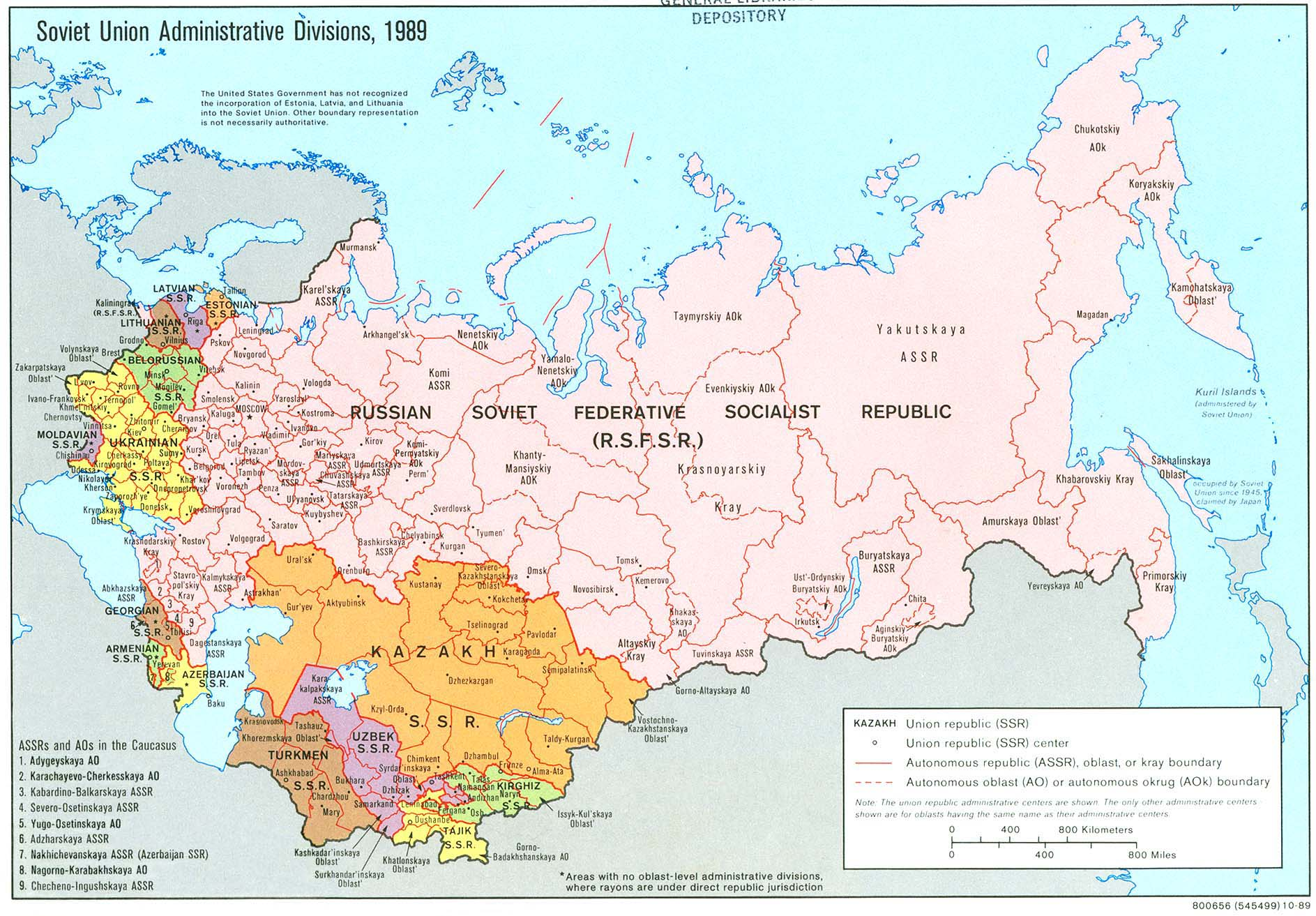
Divisões administrativas da União Soviética imediatamente antes de seu desaparecimento (1989).

A Dissolução da União Soviética resultou no fim do socialismo real e na independência de 15 repúblicas soviéticas:
- Rússia,
- Ucrânia,
- Moldávia,
- Bielorrússia,
- Estónia,
- Letónia,
- Lituânia,
- Geórgia,
- Arménia,
- Azerbaijão,
- Cazaquistão,
- Turquemenistão,
- Quirguisia,
- Usbequistão e
- Tajiquistão.

No Leste Europeu, os países socialistas, como a: Polônia, Tchecoslováquia, Romênia, Hungria, Iugoslávia, Albânia, Bulgária e Alemanha Oriental, foram gradativamente declarando a independência do partido socialista e todos tornaram-se capitalistas e de governos democráticos (exceto na Iugoslávia onde houve guerra civil e separatista). A Tchecoslováquia se separou de forma amigável.